# John Carreyrou
John Carreyrou est un journaliste et écrivain franco-américain qui a travaillé pour le Wall Street Journal entre 1999 et 2019, et a été basé à Bruxelles, Paris, et New York . Il a remporté le prix Pulitzer à deux reprises et est connu en particulier pour avoir dénoncé les pratiques frauduleuses de la société multimilliardaire de tests sanguins Theranos dans une série d'articles publiés dans le Wall Street Journal .

## Jeunesse et carrière
John Carreyrou est le fils du journaliste français Gérard Carreyrou et d'une mère américaine. 
Il a grandi à Paris. 
Il a été diplômé de l'université Duke en 1994 avec un licence en sciences politiques et gouvernementales.
Après ses études, il rejoint le Dow Jones Newswires . En 1999, il rejoint le Wall Street Journal Europe à Bruxelles. En 2001, il s'installe à Paris pour couvrir les affaires d'actualités françaises et d'autres sujets comme le terrorisme. En 2003, il est nommé chef adjoint du bureau pour le Sud de l'Europe. Il couvre la politique et les affaires de la France, de l'Espagne et du Portugal. En 2008, il devient chef de bureau adjoint, et plus tard chef de bureau du bureau de la santé et des sciences à New York.
Fin 2015, encouragé par une enquête approfondie menée par Eleftherios Diamandis, Carreyrou commence une série d'articles d'investigation sur Theranos, la start-up de tests sanguins fondée par Elizabeth Holmes. Ces articles remettent en question la prétention de l'entreprise à pouvoir effectuer une large gamme de tests de laboratoire à partir d'un petit échantillon de sang provenant d'une piqûre au doigt,,. Holmes s'est tournée vers Rupert Murdoch, dont l'empire médiatique comprend l'employeur de Carreyrou, le Wall Street Journal, pour étouffer l'affaire. Murdoch, devenu le plus gros investisseur de Theranos en 2015 à la suite de son investissement de 125 millions de dollars, a refusé la demande de Holmes en disant qu '« il faisait confiance aux éditeurs du journal pour gérer l'affaire équitablement »,. En mai 2018, un livre de Carreyrou traitant ce sujet, Bad Blood: Secrets and Lies in a Silicon Valley Startup (Traduction : Mauvais sang: Secrets et Mensonges dans une start-up de la SIlicon Valley), a été publié par Knopf. Carreyrou figure également en bonne place dans un documentaire sur Theranos intitulé The Inventor: Out for Blood in Silicon Valley .
En août 2019, il quitte le Wall Street Journal, optant pour des allocutions rémunérées interdites par le journal. A propos de ses projets futurs, il a déclaré : « Je veux continuer à écrire des livres de non-fiction pour la deuxième partie de ma carrière »,.
En 2021, il a publié un podcast intitulé "Bad Blood: The Final Chapter" (Traduction : Mauvais Sang : Le Dernier Chapitre couvrant le procès d'Elizabeth Holmes.

## Récompenses
En 2003, Carreyrou a partagé le prix Pulitzer pour le reportage explicatif avec une équipe de journalistes du Wall Street Journal pour une série d'articles qui ont révélé des scandales d'entreprise aux États-Unis,. Carreyrou a co-écrit l'article Damage Control: How Messier Kept Cash Crisis at Vivendi Hidden for Months (Traduction : Contrôle des dégâts : comment Messier a caché la crise financière de Vivendi pendant des mois), publié le 31 octobre 2002.
En 2003, Carreyrou a remporté le prix Peter R. Weitz Junior du German Marshall Fund pour l'excellence de ses reportages sur les affaires européennes, pour sa couverture détaillée de la chute de Vivendi Universal SA et de son président, Jean-Marie Messier.
En 2004, Carreyrou a partagé le prix Peter R. Weitz senior du German Marshall Fund pour l'excellence de ses reportages sur les affaires européennes avec une équipe de six journalistes du Wall Street Journal. Dans la série en cinq parties intitulée The Disintegration of the Trans-Atlantic Relationship over the Iraq War (Traduction : La Désintégration de la Relation Transatlantique pendant la Guerre d'Irak), Carreyrou a contribué à l'article In Normandy, US-France Feud Cuts Deep (Traduction : En Normandie, la querelle franco-américaine est profonde). Publié le 24 février 2003, alors que Carreyrou était basé à Paris, l'article examinait comment la Normandie, site du débarquement du jour J, était prise entre la gratitude pour le rôle des États-Unis dans la Seconde Guerre mondiale et l'opposition de la France à la guerre en Irak.
En 2015, Carreyrou a partagé le prix Pulitzer pour le journalisme d'investigation et le prix Gerald Loeb pour l'investigation avec une équipe de journalistes d'investigation du Wall Street Journal pour "Medicare Unmasked" (Traduction : Medicare Démasqué), un projet qui a forcé le gouvernement américain en 2014 à publier de nombreuses données de Medicare, un système d'assurance-santé géré par le gouvernement fédéral des États-Unis, gardées secrètes pendant des décennies. Ce projet, dans une vaste série d'enquêtes, a également révélé des abus qui ont coûté des milliards aux contribuables,,. Carreyrou est co-auteur de quatre articles de la série : Les contribuables font face à de grosses dépenses pour des factures médicales inhabituelles, Un laboratoire médical en pleine croissance teste la loi anti-pots-de-vin, L' « auto-référence » des médecins prospère grâce à une échappatoire juridique  et L'assurance-maladie tentaculaire lutte pour lutter contre la fraude.
En 2016, Carreyrou a reçu le George Polk Awards du journalisme d'investigation financière en 2015 , et le prix Gerald Loeb du meilleur reportage. Son enquête sur Theranos « a soulevé de sérieux doutes sur les affirmations de l'entreprise et de sa célèbre fondatrice de 31 ans, Elizabeth Holmes ». Selon Vanity Fair, « un rapport accablant publié dans le Wall Street Journal avait allégué que l'entreprise était, en fait, une imposture »,. Carreyrou a rédigé ce rapport,. Un traitement du sujet plus en longueur dans un livre intitulé Bad Blood: Secrets and Lies in a Silicon Valley Startup (2018) (Traduction : Mauvais sang: Secrets et Mensonges dans une start-up de la SIlicon Valley)  a remporté le prix du livre de business de l'année du Financial Times. Une adaptation en série produite par ABC News avec Amanda Seyfried dans le rôle d'Elizabeth Holmes a été mise en ligne sur la plateforme de streaming Hulu en mars 2022.

## Vie privée
Il vit actuellement à Brooklyn avec sa femme Molly Schuetz, rédactrice en chef de Bloomberg News, et leurs trois enfants.